# Walt Brown (kreacionista)
Walt Brown amerikai „fiatal Föld” kreacionista, a Center for Scientific Creation igazgatója. PhD fokozatát a Massachusetts Institute of Technology gépészmérnöki karán szerezte. Az egyetemen fizikát, matematikát és számítástechnikát tanított. Az Egyesült Államok Hadseregének Fegyverzetkutató és -Fejlesztő Központjához tartozó Benét Laboratories igazgatója volt. Életének zömét evolucionistaként élte le, de sok éven át tartó kutatás során meggyőződött a teremtés és egy világméretű özönvíz tudományos érvényességéről. Így nyugdíjas éveit írással töltötte, a kreacionizmus propagátoraként. A jelenlegi geológiai rétegek megmagyarázására a vízlemez elméletet használja.

## Magyarul
- Kezdetben. A teremtés és az özönvíz meggyőző bizonyítékai; ford. Sonnleitner Károly; Reménység Alapítvány, Bp., 2008